# Georges Riat
Georges Riat, né à Saint-Hippolyte (Doubs) le 18 mai 1869 et mort le 23 juillet 1905 à Malesherbes (Loiret) est un historien de l'art et romancier français.

## Biographie
Georges Riat naît dans une famille modeste à Saint-Hippolyte. Après de brillantes études à Besançon il intègre l'École nationale des chartes où il obtient le diplôme d'archiviste paléographe en 1895, avec une thèse intitulée Étude historique et économique sur les moulins de Franche-Comté et du pays de Montbéliard. Après un bref stage au département des imprimés puis au département des médailles de la Bibliothèque nationale, il est nommé au cabinet des estampes en tant que sous-bibliothécaire. Durant l'année 1896/97 il figure sur la liste des élèves et des auditeurs réguliers de l'École pratique des hautes études (p. 140)

## L'historien de l'art
Dès 1895 il débute ses publications.

### L’érudit
Les revues d’art vont accueillir ses nombreux écrits qui portent sur l’histoire de l’art mais aussi sur l’histoire, la littérature et la critique. Dans le cadre de son travail il livre deux volumes du grand catalogue des portraits des Archives, un volume de la collection Adolphe Ardail tailleur en taille douce et conservateur du musée de Nemours, un volume inachevé sur la collection Porcabeuf, imprimeur-graveur des plus grands peintres. Il écrit pour "La Gazette des Beaux Arts" sur Hendrik Willem Mesdag en novembre 1901, Robert Moles en novembre 1903). Pour "La Revue de l’Art" ce sera Le sourire de la Madone dans les statues du Moyen Âge, il y commente aussi des études sur les lithographies de Eugène Delacroix, Géricault, Fantin-Latour, Bonington. Dans Le "Monde Moderne" il traite du thème de l’enlèvement dans la peinture du XVIIIe siècle et commente l’exposition des primitifs français qui a lieu à Paris en avril 1904. C’est donc un homme savant, érudit même, qui s’affirme dans le monde de l’art dès la fin du  XIXe siècle: ainsi le compte rendu qu’il fait d’une exposition donnée au Cabinet des Estampes. (Gallica, Bibliothèque Nationale de France "La Gazette des Beaux Arts" 1899/07 T22 p. 108).
Mais, infatigable travailleur, le savant écrira également pour un public plus large.

### L’écrivain d’art
Amoureux de la nature Georges Riat publie L'Art des jardins, largement illustré. Dans la préface il explique l'objet de son ouvrage : « l'auteur s'est attaché surtout à fournir une théorie générale de chaque genre de jardin... Il a semblé nécessaire de localiser cet art dans les diverses civilisations dont il est une des manifestations... L'isoler de l'histoire serait un contresens.» La part la plus large est réservée à l'histoire des jardins depuis la Renaissance mais l'auteur n'a négligé ni le Moyen Âge ni l'Antiquité. Il ne s'agit donc pas d'un livre de jardinage mais d'histoire de l'art. Le paysage se retrouvera également dans l'étude qu'il publie sur le peintre néerlandais Jacob van Ruisdael.

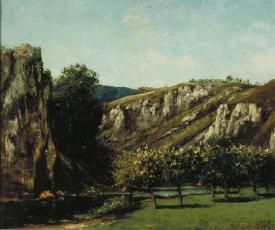
Gustave Courbet: Paysage de Franche-Comté

En 1899 un éditeur allemand entreprend la publication (en allemand et en français) d'une collection de monographies sur les villes d'art. G.Riat se voit confier celle sur Paris. Il s'agit d'une visite illustrée et commentée des monuments parisiens. Écrit dans un style littéraire c'est un guide savant toujours actuel. (Il est consultable sur Gallica à l'adresse citée dans les liens externes).
Après sa mort  sera publié un ouvrage critique sur son compatriote comtois Gustave Courbet. Œuvre importante intitulée Gustave Courbet peintre toujours éditée par Parkstone en français et en anglais  (ISBN 978-1-78042-861-1). Dans ce livre, Georges Riat allie l’érudition à son style littéraire pour exprimer l’attachement qu’il a pour ce peintre et pour sa province comtoise.

### L'écrivain régionaliste
Chaque année, il allait s'y retremper durant ses vacances. Dans deux livres Georges Riat va laisser transparaitre toute l’affection qu’il a pour son pays natal. Dans le journal Le Temps il publie en feuilleton, du 20 novembre 1903 au 9 décembre 1903, un roman Le Village endormi qui sera repris en 1904. Il a également publié un recueil de nouvelles intitulé “l’Âme du pays” (mœurs comtoises) en 1903. Ces histoires villageoises sont inspirées des chroniques et traditions orales de la Franche-Comté du début du XXe siècle. Empreints de poésie et de vérité sous le regard nostalgique de l'enfant qui a quitté son pays, ces récits restent actuels puisque le second a été publié en 2012  (ISBN 978-2365720816) (la couverture est illustrée par le tableau de Gustave Courbet "Bonjour Monsieur Courbet") et que le premier pourrait l’être en 2013.
Georges Riat ne mourra pas au pays puisqu’une crise cardiaque l’emporte alors qu’il est chez des amis le 23 juillet 1905 à Malesherbes dans le Loiret. Il avait 36 ans.